# Euphrosine armata
Euphrosine armata är en ringmaskart som beskrevs av Kudenov 1993. Euphrosine armata ingår i släktet Euphrosine och familjen Euphrosinidae.
Artens utbredningsområde är havet kring Nya Zeeland. Inga underarter finns listade i Catalogue of Life.